# Спада, Орацио Филиппо
Орацио Филиппо Спада (итал. Orazio Filippo Spada; 21 декабря 1659, Лукка, Республика Лукка — 28 июня 1724, Рим, Папская область) — итальянский кардинал, папский дипломат и доктор обоих прав. Апостольский интернунций в Брюсселе с 1 февраля 1696 по 15 сентября 1698. Титулярный архиепископ Тебе с 15 сентября 1698 по 15 декабря 1704. Апостольский нунций в Кёльне с 31 октября 1698 по 28 января 1702. Апостольский нунций в Польше с 17 ноября 1703 по 25 октября 1706. Епископ-архиепископ Лукки с 15 декабря 1704 по 17 января 1714. Епископ-архиепископ Озимо с 17 января 1714 по 28 июня 1724. Кардинал-священник с 17 мая 1706, с титулом церкви Сант-Онофрио с 21 марта 1707 по 28 июня 1724.

## Ранние годы и образование
Орацио Филиппо Спада родился 21 декабря 1659 года, в Лукке. Происходил из знатной семьи. Семья отправила его в Рим, когда ему было 7 лет. Внучатый племянники кардинала Джамбаттисты Спада (1654 год), воспитавшего его.
Орацио Филиппо Спада учился в иезуитском Римском коллегиуме и в Университете Ла Сапиенца в Риме, где 30 декабря 1679 года он получил докторскую степень в области utroque iure, как канонического, так и гражданского права.
Орацио Филиппо Спада стал тайным камергером Папы Иннокентия XI. Алегато, чтобы принести красную биретту новому кардиналу Франческо Буонвизи, апостольскому нунцию при императорском дворе, в 1681 году. Каноник патриаршей либерийской базилики в Риме, с ноября 1693 года.

## Священство
Орацио Филиппо Спада был рукоположен 27 марта 1694 года. Апостольский интернунций в Брюсселе с февраля 1696 года.

## Епископ и дипломат
15 сентября 1698 года избран титулярным архиепископом Тебе. Хиротония состоялась 7 декабря 1698 года в капелле архиепископской резиденции в Брюсселе, консекратором был Гумбертус Гильельмус де Пречипьяно, архиепископ Мехелена, при содействии Гийома Бассери, епископа Брюгге и Филиппа Ван дер Нута, епископа Ганда. Помощник Папского трона с 28 сентября 1698 года.
Апостольский нунций в Кёльне с 31 октября 1698 года. Папский полномочный представитель на Конгрессе в Рисвике, Республика Соединённых провинций. Чрезвычайный нунций при императоре Леопольде I с 28 января 1702 года для восстановления мира, нарушенного войной за престолонаследие Испании. Из-за подозрений австрийцев в том, что Рим благоволит французам, он не мог реализовать свою миссию. Апостольский нунций в Польше с 17 ноября 1703 года. Переведён на кафедру Лукки, с личным титулом архиепископа, 15 декабря 1704 года.

## Кардинал
Возведён в кардинала-священника на консистории от 17 мая 1706 года, получил красную шляпу и титул церкви Сант-Онофрио с 21 марта 1707 года. 17 января 1714 года переведён на кафедру Озимо, с личным титулом архиепископа. Участвовал в Конклаве 1721 года, который избрал Папу Иннокентия XIII. Участвовал в Конклаве 1724 года, который избрал Папу Бенедикта XIII.
Скончался кардинал Орацио Филиппо Спада 28 июня 1724 года, в 5 часов утра, от апоплексического удара, в Риме, куда он отправился для участия в конклаве. На следующий день его тело перенесено в церковь Санта-Мария-ин-Валичелла в Риме (его титулярная церковь находилась на ремонте), где 30 июня 1724 года состоялись похороны и временно похоронен в церкви Санта-Кроче-деи-Луккези в Риме. Позже его останки были перенесены в капеллу его семьи в базилике Сан-Фредиано в Лукке.